# شهرستان تائیهه (جیانگشی)
شهرستان تائیهه (به انگلیسی: Taihe County) یک شهرستان در چین است که در ژی ان واقع شده‌است. شهرستان تائیهه ۲٬۶۶۶ کیلومتر مربع مساحت و ۵۲۶٬۰۰۰ نفر جمعیت دارد و ۵۷ متر بالاتر از سطح دریا واقع شده‌است.